# Dermacantha
Dermacantha is een geslacht van uitgestorven slangsterren uit de familie Ophiacanthidae. Vertegenwoordigers van dit geslacht zijn slechts als fossiel bekend.

## Soorten
- Dermacantha carli Thuy, 2013 †
- Dermacantha leonorae Thuy, 2013 †
- Dermacantha pattyana Thuy, 2013 †
- Dermacantha seeweni (Kutscher & Hary, 1991) †